# Mwani (peuple)
Les Mwani sont un peuple vivant au Mozambique.

## Ethnonymie
En mwani, le nom Mwani signifie « vivant sur la côte ».

## Histoire
Les Mwani font du commerce depuis le VIIIe siècle avec l’espace swahili (qui s'étend le long de la côte vers le nord, jusqu’à la Corne de l’Afrique), revendant notamment ivoire, rubis, armes, esclaves. Ils sont très tôt convertis à l'islam.